# Američané maďarského původu
Američané maďarského původu (ang. Hungarian Americans, maď. amerikai magyarok) jsou občané Spojených států amerických, kteří se narodili v Maďarsku nebo mají maďarské předky. Mnoho imigrantů z Maďarska ovšem nejsou Maďaři, ale maďarští Židé. Podstatná část jich emigrovala zejména po druhé světové válce a také po krvavě potlačené Maďarské revoluci v roce 1956.

## Historie
Do „nového světa“ přicházely (a připlouvaly) různé skupiny evropského obyvatelstva a Maďaři nebyli výjimkou. Prvním Maďarem, který se natrvalo usadil ve Spojených státech byl Agoston Haraszthy a tentýž člověk byl zároveň druhým Maďarem, který sepsal publikaci Útazás Éjszakamerikáában o životě ve Spojených státech ve své rodné řeči. Haraszthy se později přestěhoval z Winsconsinu do Kalifornie, kde si svým vinařským umem vydobyl přezdívky jako „Father of California Viticulture“ či „Father of Modern Winemaking in California“.

## Demografie

### Statistiky
Mezi státy s největší populací Američanů maďarského původu mimo jiné patří:
| Ohio        | 193 951 |
| New York    | 137 029 |
| Kalifornie  | 133 988 |
| Pensylvánie | 132 184 |
| New Jersey  | 115 615 |
| Michigan    | 98 036  |
| Florida     | 96 885  |

### Města
Mezi americká města s největším počtem Maďarů (18,9%) či Američanů maďarského původu patří Kiryas Joel ve státě New York (jehož obyvatelstvo je nejvíce složené z chasidských Židů, patřících do dynastie Satmar, původem z Maďarska), na druhém místě to byl Fairport Harbor, Ohio (14,1%) a následně West Pike Run Township, Pennsylvania s procentuálním zastoupením 11.7%.

## Nejslavnější Američané maďarského původu
- Rodney Dangerfield, komik
- Jerry Seinfeld, komik
- Louis C.K., komik
- John von Neumann, matematik
- Paul Nemenyi, matematik
- Edward Teller, fyzik

Státy s největším počtem Maďarů vůbec.

- Peter Carl Goldmark, vynálezce barevné televize a dlouhohrající desky (LP)
- Adolph Zukor, zakladatel Paramount Pictures
- Paul Newman, herec
- Tony Curtis, herec
- Béla Lugosi, herec
- Peter Cetera, hudebník a frontman kapely Chicago
- Flea, hudebník a člen Red Hot Chili Peppers
- Suzi Quatro, zpěvačka
- Ke$ha, zpěvačka
- Paul Simon, zpěvák
- Jesse Ventura, politik
- George Soros, kontroverzní americký multimiliardář